# Anthony Michael Collins
Anthony Michael Collins (* 23. Mai 1960 in Connecticut, USA) ist ein irischer Jurist. Er war Generalanwalt am Gerichtshof der Europäischen Union (EuGH). Seit November 2024 ist er Richter am irischen Court of Appeal.

## Leben
Anthony Collins wurde in den USA als Kind irischer Einwanderer geboren und studierte Rechtswissenschaften am Trinity College Dublin. Bereits während seiner Schulzeit und seines Studiums war er Generalsekretär des Organising Bureau of European School Student Unions. Zeitweise war er Mitglied der Irish Labour Party.
1984 erhielt er den Abschluss Barrister-at-Law am Trinity College und legte das Barristerexamen am King’s Inns 1986 ab. Von 1990 an arbeitete er als wissenschaftlicher Mitarbeiter für die Richter am EuGH, Tom O’Higgins and John L. Murray. 1997 nahm er die Tätigkeit als Rechtsanwalt erneut auf. 2003 wurde er Senior Counsel.
2013 wurde er als Nachfolger von Kevin O’Higgins Richter am Gericht der Europäischen Union. 2015 verlieh ihm das University College Cork den Titel eines außerplanmäßigen Professors (adjunct professor). Ab 2016 saß er der achten Kammer, ab 2019 der dritten Kammer des Gerichts vor. Als der bisherige Generalanwalt Gerard Hogan zum Richter am irischen Supreme Court ernannt wurde, wechselte er am 7. Oktober 2021 als dessen Nachfolger als Generalanwalt an den EuGH. Seine Amtszeit dauerte bis zum 6. Oktober 2024.
Am 31. Oktober 2024 wurde er zum Richter am Court of Appeal vorgeschlagen und am 1. November vom Präsidenten Michael D. Higgins ernannt.